# Кратеропа сомалійська
Кратеро́па сомалійська (Turdoides squamulata) — вид горобцеподібних птахів родини Leiothrichidae. Мешкає в Ефіопії, Кенії і Сомалі.

## Підвиди
Виділяють три підвиди:
- T. s. jubaensis Van Someren, 1931 — долина річки Джубба (південне Сомалі, південна Ефіопія);
- T. s. carolinae Ash, 1981 — долина річки Вебі-Шебелле (південне Сомалі, південно-східна Ефіопія);
- T. s. squamulata (Shelley, 1884) — узбережжя Кенії, долина річки Тана.

## Поширення і екологія
Сомалійські кратеропи живуть в сухих тропічних лісах, галерейних лісах, сухих чагарникових заростях і прибережних заростях. Зустрічаються на висоті до 500 м над рівнем моря.

## Збереження
МСОП класифікує цей вид як такий, що не потребує особливих заходів зі збереження. Сомалійські кратеропи є досить поширеним видом в межах свого ареалу.